# Auguste de Creuse
Jean-Pierre Decreuse, dit Auguste de Creuse (Montrond-le-Château, 1806 - Paris, 1839) est un peintre français du XIXe siècle, originaire du département du Doubs, en région Franche-Comté.

## Biographie
Artiste associé à Antoine-Jean Gros, portraitiste reconnu, Decreuse peint des portraits des membres de la famille d'Orléans, comme Louis-Philippe (Paris, maison de Balzac), Louis-Philippe jeune (Châteaux de Versailles et de Trianon) et Adélaïde d'Orléans (Châteaux de Versailles et de Trianon), mais s'illustre aussi dans la représentation de personnages du Grand siècle : Marie-Marguerite de Cossé (Châteaux de Versailles et de Trianon), Jean Bart (Châteaux de Versailles et de Trianon), La Grande mademoiselle (Châteaux de Versailles et de Trianon), Adélaïde-Henriette de Savoie, duchesse-électrice de Bavière (Châteaux de Versailles et de Trianon), ainsi que dans celle de monarques du Moyen Âge ou de la Renaissance : Louis IX (Château de Fontainebleau), Charles VI, Catherine de Médicis (Château d'Azay-le-Rideau). Portait de Françoise Renée de Lorraine (1621-1682), abbesse de l'abbaye de Montmartre, copie d'après un tableau jadis dans la collection de mademoiselle de Montpensier du château d'Eu, commandé par le roi Louis-Philippe pour le musée historique de Versailles en 1839.

## Galerie de photographies

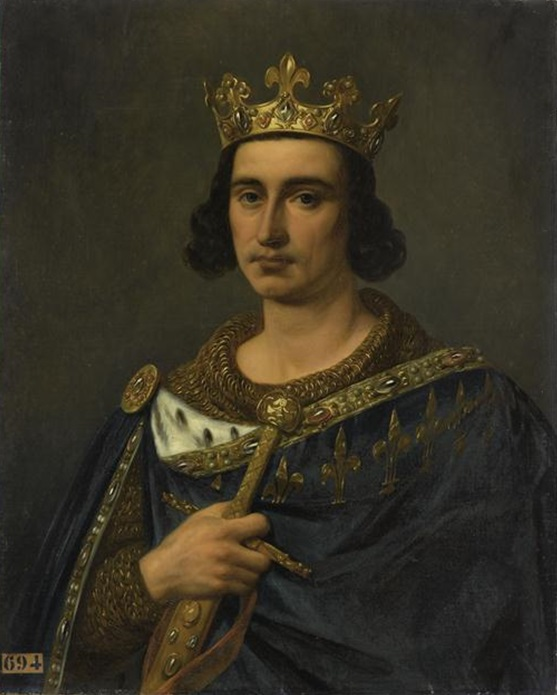
Louis IX
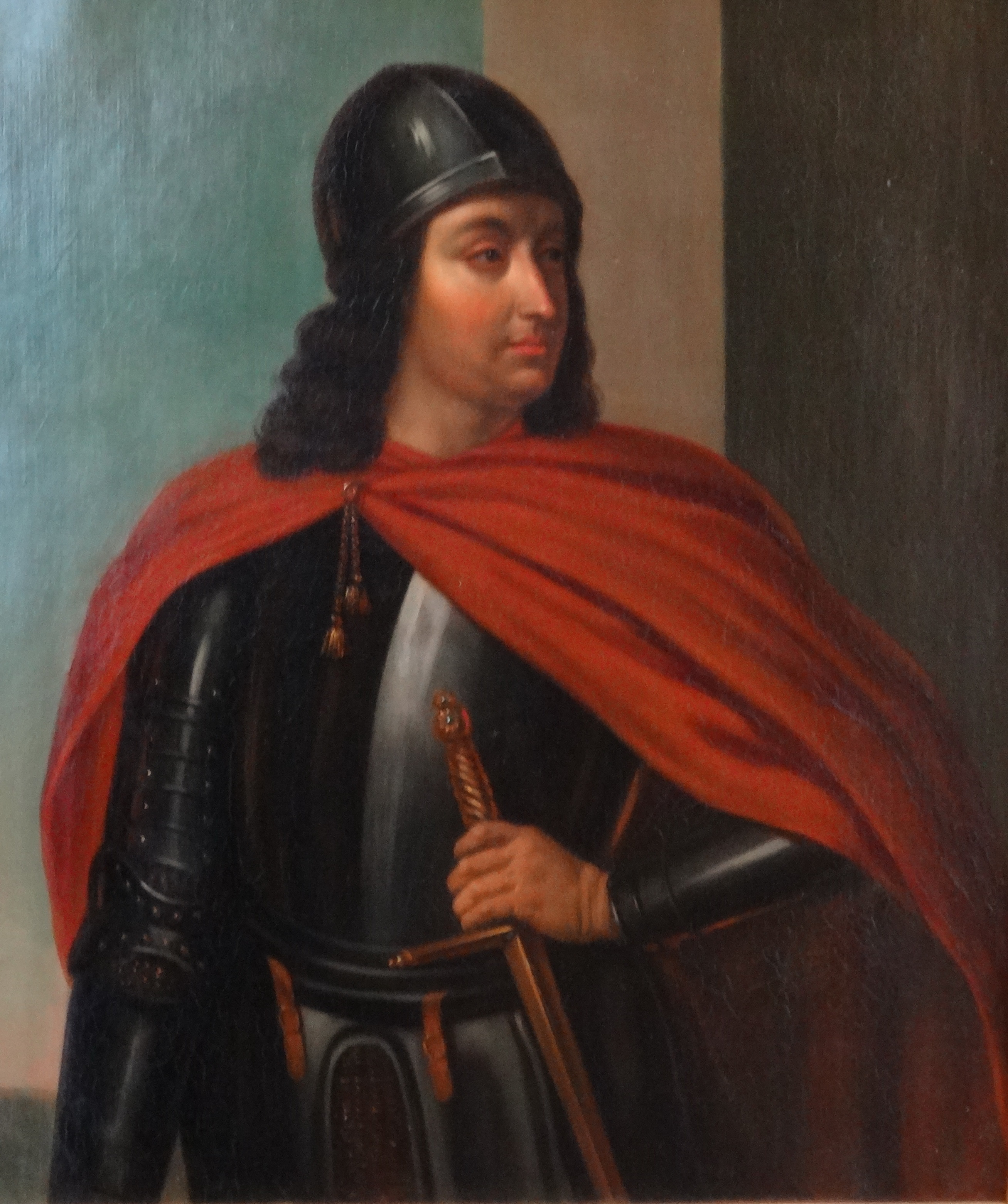
Pierre II de Bourbon
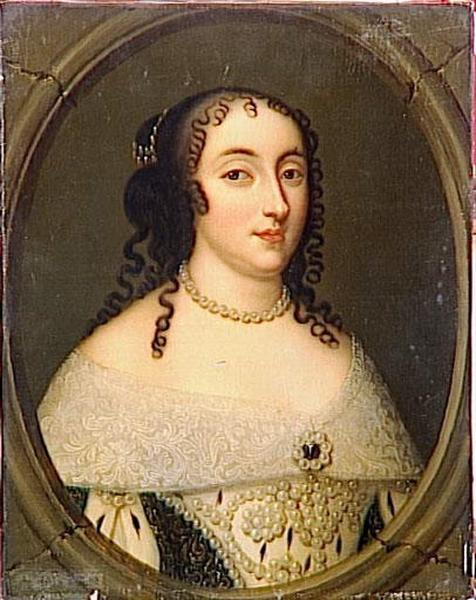
Marguerite-Marie de Cossé-Brissac
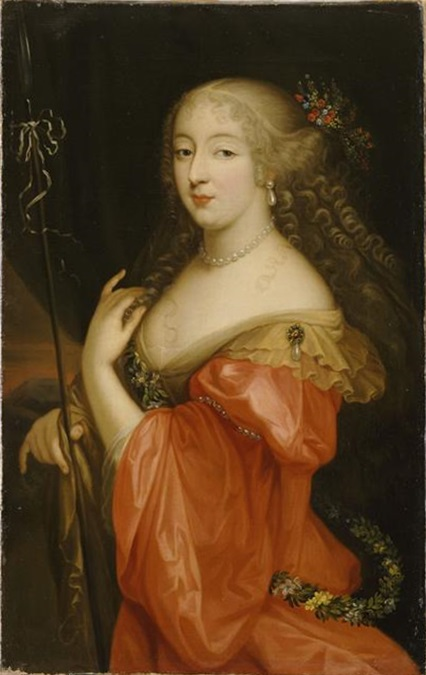
Anne-Marie-Louise d'Orléans
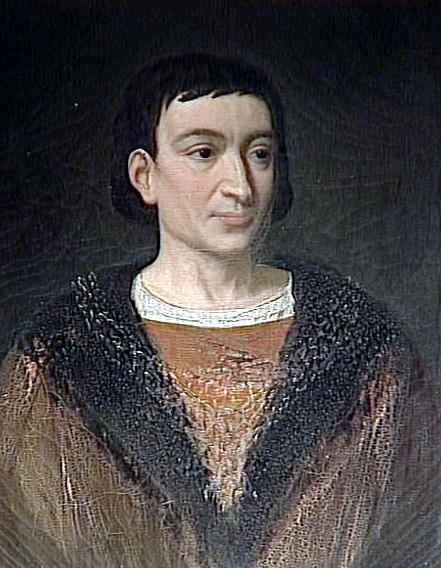
Charles VI le Fol
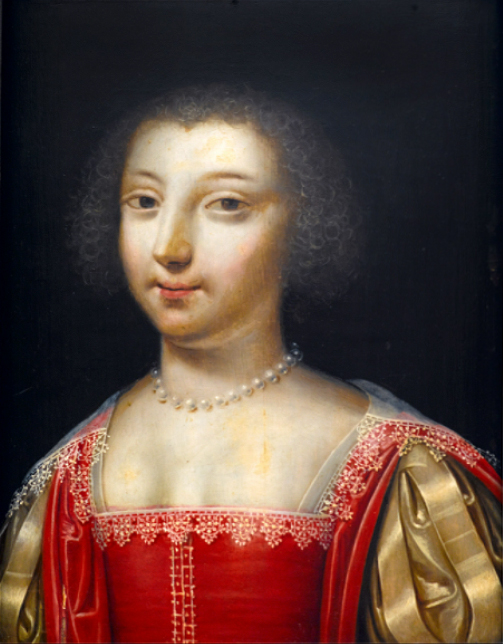
Anne de Bretagne ou Marie d'Avaugour
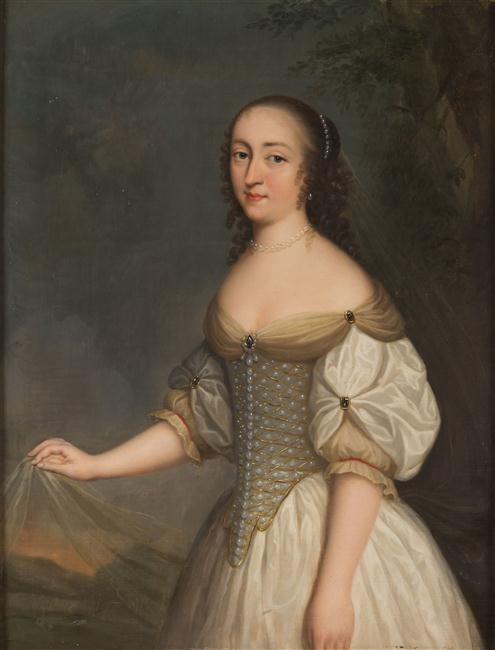
Copie, par A. de Creuse, de Louise Bouthillier de Chavigny (Caspar Netscher)
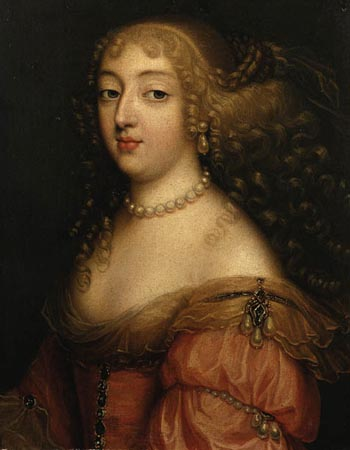
Laure Mancini
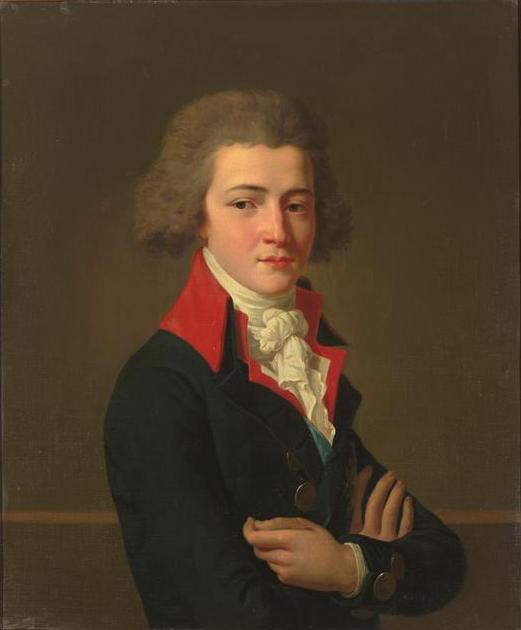
Louis-Phillippe d'Orléans
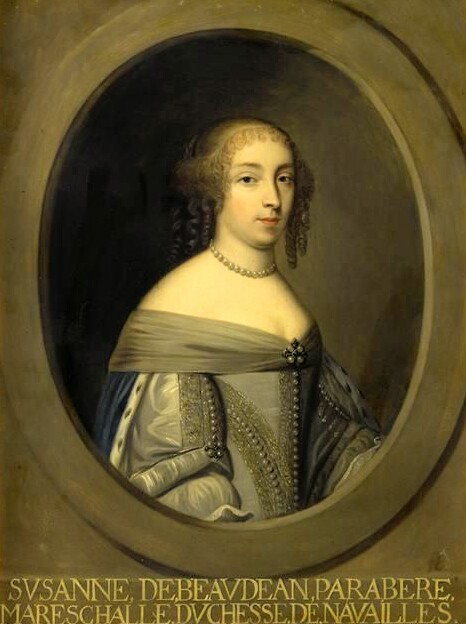
Suzanne de Navailles
Madame du Barry
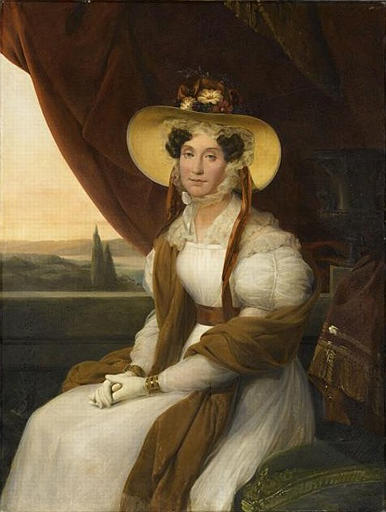
Copie, par Marie-Amélie Cogniet, d'Adélaïde d'Orléans (A. de Creuse)